# ال پاسو (تگزاس)
ال پاسو (به اسپانیایی: El Paso) شهری مرزی در ایالت تگزاس از کشور ایالات متحده آمریکا و کشور مکزیک است. این شهر در غرب تگزاس واقع شده‌است. بر اساس سرشماری سال ۲۰۱۰ در حدود ۶۴۹٬۱۲۱ نفر جمعیت داشته‌است. ال پاسو ششمین شهر بزرگ ایالت تگزاس و نوزدهمین شهر پرجمعیت ایالات متحده آمریکا است. رودخانه ریوگراند از منطقه ال‌پاسو عبور می‌کند و شهر در میان کوه‌هایی که با مکزیک نیز هم‌مرز هستند احاطه شده‌است.
شهر ال پاسو دانشگاهی بنام دانشگاه تگزاس در ال پاسو دارد که تأسیس آن به سال ۱۹۱۴ بازمی‌گردد و همچنین شعبه‌ای از دانشکده‌های مرکز علوم درمانی دانشگاه فناوری تگزاس در این شهر وجود دارد.
آب و هوای ال پاسو بیابانی است و تابستان‌های گرم و زمستان‌های سرد و خشک دارد. بالاترین میانگین درجه حرارت در یک ماه مربوط به ماه ژوئن با ۳۵٫۱۷ درجه سانتیگراد است. پایین‌ترین حالت میانگین درجه حرارت صفر درجه سانتیگراد در ماه ژانویه است.
۷۷٪ مردم ال پاسو سفیدپوست هستند که از میان آن‌ها ۶۲٪ تبار اسپانیایی دارند. حدود نیم درصد آنان را سرخپوستان آمریکایی تشکیل داده و ۳ درصد نیز آمریکایی آفریقایی‌تبار هستند. سایر اهالی ال پاسو را مهاجرین و دورگه‌ها تشکیل می‌دهند.

## مراکز تحصیلی

### دانشگاه‌ها
- دانشگاه تگزاس در ال پاسو

### کتابخانه‌های عمومی
- کتابخانه عمومی ال پاسو

## مراکز دیدنی

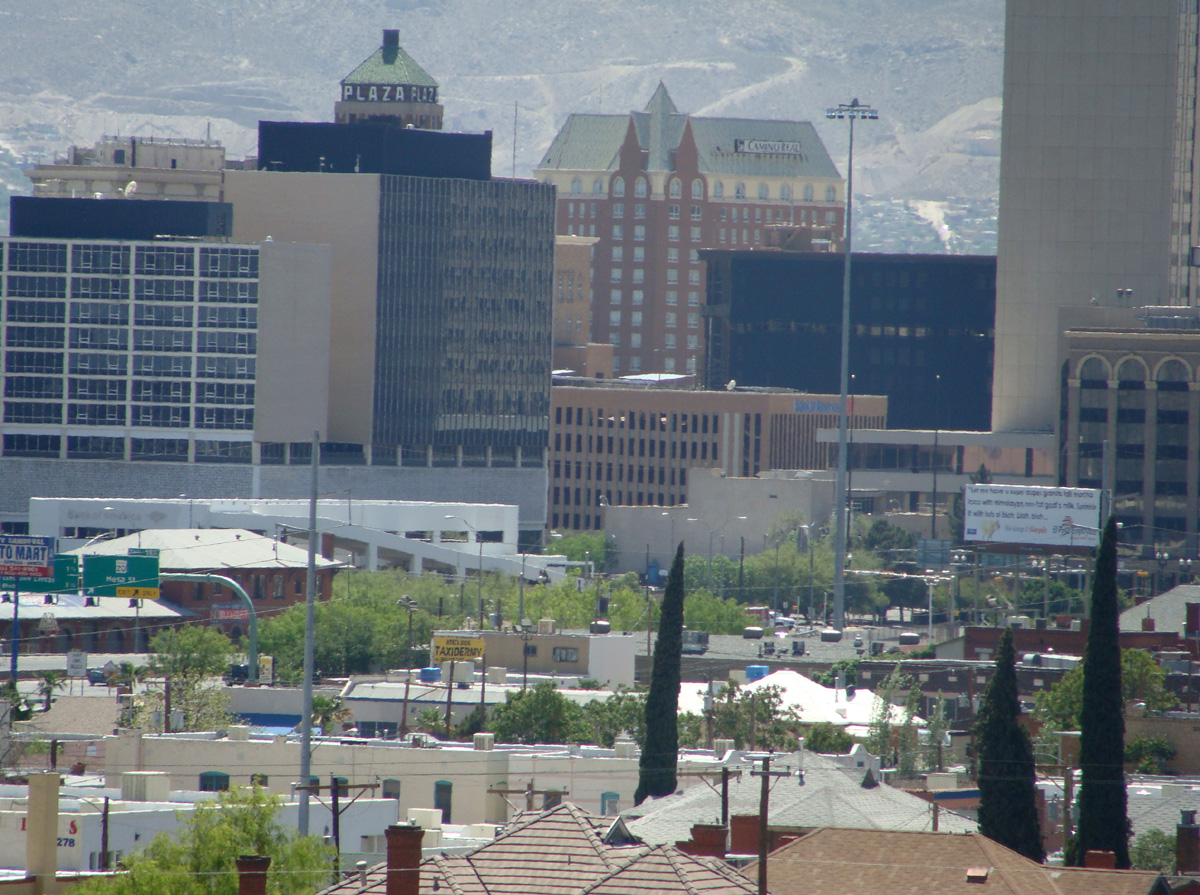
مرکز شهر. کوه‌های پشت شهر در کشور مکزیک قرار دارند.

- مرکز کنوانسیون و هنرهای نمایشی ال پاسو
- موزه تاریخ ال پاسو
- موزه علوم ال پاسو